# Félicien Menu de Ménil
Félicien Menu de Ménil (Boulogne-sur-Mer, 16 de julio de 1860 - Neuilly, 28 de marzo de 1930). Barón, cónsul y músico francés.

## Biografía
Aprendió esperanto en 1901, escribió muchos artículos en prácticamente todas las revistas esperantistas de la época, así como también textos propagandísticos del esperanto en francés. 
Entre sus actividades relacionadas con el esperanto, también fue el director de Franca Esperantisto (Esperantista francés) y redactor jefe de 'La Revuo' (La revista).
Desde de 1919 fue miembro del comité de la lengua esperantista. Sin embargo, es principalmente conocido en los círculos esperantistas como "el músico del esperanto", ya que compuso muchas melodías y canciones en esta lengua. La más conocida es La Espero, poema de Zamenhof al que añadió música y que se ha convertido en el himno del esperanto.
- Datos: Q55988
- Multimedia: Félicien Menu de Ménil / Q55988